# (1317) Зильфретта
(1317) Зильфретта (нем. Silvretta) — астероид главного пояса, который был открыт 15 июня 1934 года немецким астрономом Карлом Рейнмутом в обсерватории Хайдельберг и назван в честь горного массива Зильфретта в Восточных Альпах.

Орбита астероида Зильфретта и его положение в Солнечной системе
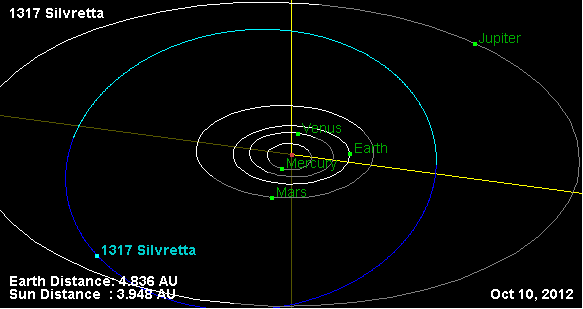
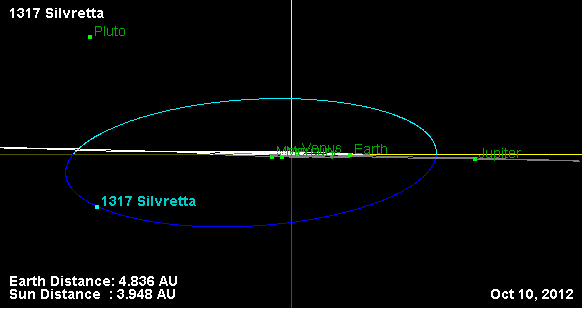